# Dicosmoecus gilvipes
Dicosmoecus gilvipes là một loài Trichoptera trong họ Limnephilidae. Chúng phân bố ở miền Tân bắc.